# 易卜拉欣·本·塔什芬
易卜拉欣·本·塔什芬（阿拉伯语：‎；？—1147年），穆拉比特王朝埃米尔，1146年至1147年在位。
1146年，其父塔什芬遭穆瓦希德王朝军队围困，在出逃期间不慎坠崖身亡，年幼的易卜拉欣被推上王位。他在穆瓦希德王朝灭亡前夕被叔叔伊沙克·本·阿里篡位。穆瓦希德王朝攻破马拉喀什后将二人悉数杀害。